# Podgorica
Podgorica (en alfabeto cirílico Подгорица, pronunciado /podgóritsa/) en latín Doclea o Dioclea, es la capital y mayor ciudad de la república de Montenegro así como del municipio homónimo. Se encuentra situada en la confluencia entre los ríos Morača y Ribnica, cerca de la fértil llanura de Zeta. Podgorica se extiende por una superficie de 1441 km² en la que habitan, según el censo del año 2011, 150 977 personas. El área metropolitana, coincidente con la total del municipio, alberga 185 937 habitantes, lo que supone el 29,9 % de la población de Montenegro.
La ciudad fue anteriormente conocida como Titogrado y Ribnica durante la etapa de la antigua Yugoslavia. Es sede de los principales organismos e instituciones políticas del Estado montenegrino excepto la presidencia, que se encuentra en Cetiña, así como de las universidades y establecimientos de investigación más importantes y el motor económico del país.

## Toponimia
La traducción literal del nombre es bajo el Gorica o Goritsa, cuya traducción significa pequeño monte o loma y que viene dado en referencia a la colina que domina toda la ciudad. El nombre de la ciudad fue en el pasado transcrito al español como Podgoritza.
A unos 3 km al noroeste de Podgorica se encuentran las ruinas de una antigua ciudad llamada Dioclea, que existió en época prerromana y durante el Imperio romano con el nombre original de Duclea. El emperador Diocleciano era natural de esta región y, tiempo después, los romanos corrigieron el nombre de la ciudad a Dioclea, suponiendo erróneamente que el habla vulgar había eliminado la "i" del topónimo. Posteriormente ha evolucionado a "Duklja" en la variante local del serbocroata.
Por otra parte, Podgorica fue fundada con el nombre de Birziminium. En la Edad Media, hasta 1326, la ciudad fue conocida por el nombre de Ribnica (pronunciado Ribnitsa), y entre 1945 y 1992 se le conoció como Titogrado, en honor del antiguo presidente yugoslavo Josip Broz Tito.

## Historia
Los primeros asentamientos históricos de la ciudad se construyeron a finales de la Edad de Piedra pero la zona que hoy se conoce como Podgorica no fue fundada hasta el siglo V. Entre 1466 y 1878 fue parte del Imperio otomano y más tarde de Montenegro. En 1918 fue el lugar en el que se reunió la Gran Asamblea Nacional Serbia para votar a favor de la unión de facto entre los reinos de Serbia y Montenegro, la cual se llevaría a cabo el 29 de noviembre del mismo año. El 1 de diciembre esta federación (Serbia y Montenegro) se uniría al recién creado Reino de los Serbios, Croatas y Eslovenos.
Durante la Segunda Guerra Mundial en el año 1941, la ciudad fue ocupada por tropas italianas del régimen fascista, que más tarde fueron sustituidas por las tropas del ejército alemán. Los bombardeos de las tropas aliadas en 1944 produjeron grandes destrozos en toda la ciudad. La ciudad fue finalmente liberada el 19 de diciembre de 1944.
Una vez terminado el conflicto, el gobierno comunista de Josip Broz Tito reconstruyó la ciudad en 1945, año en que se produjo el cambio de nomenclatura a Titogrado, así como la adquisición del estatuto de capital de la república de Montenegro en 1946, dentro de la República Federal Socialista de Yugoslavia. En este periodo hubo una transformación general de la ciudad, la educación experimentó un fuerte crecimiento, se fundaron muchas de las nuevas instituciones culturales y de salud, se construyeron carreteras modernas y conexiones aéreas que conectaban la ciudad con el resto del Estado y países extranjeros. Titogrado se convirtió así en el centro comercial y cultural de Montenegro.
El 21 de mayo de 2006, en el plebiscito del 2006, el 55,5 % de la población de montenegrina apoyó la independencia de Montenegro, por lo que Podgorica se proclamó el 3 de junio de 2006 capital de la nueva nación. En la capital montenegrina, el 53,67 % de la población se declaró a favor del "Sí (a la independencia)", presentándose un 11,75 % de abstención.

## Escudo
El actual escudo de la ciudad fue adoptado por el gobierno local cuando en 1992 se disolvió la República Federal Socialista de Yugoslavia y la ciudad cambió su antiguo nombre de Titogrado al actual de Podgorica.

## Geografía
La ciudad está situada a pocos kilómetros de los centros de esquí de invierno y de la costa mediterránea del mar Adriático.
Podgorica se encuentra en el sur de Montenegro, en el municipio homónimo, en la parte septentrional de la llanura de Zeta, en el norte del lago Skadar, en la confluencia de los ríos Ribnica y Morača, mientras que los ríos Zeta, Cijevna, Sitnica y Mareza fluyen en las cercanías de la ciudad. Una de las principales características de la ciudad es la riqueza de las masas de agua.
Al contrario que la mayoría de Montenegro la ciudad es predominantemente plana a excepción del pico Gorica de 107 m de altura. Algunos de los otros cerros son el Malo brdo (pequeña colina), el Velje brdo (gran colina) y el Ljubović y el Čardak, que son en su mayoría escarpadas montañas, que se elevan abruptamente desde la superficie, y por lo tanto no son aptos para la urbanización. Estas montañas limitan la expansión de la ciudad, hacia el norte.

## Clima
Podgorica tiene un clima subtropical húmedo (clasificación climática de Köppen, Cfa), con considerables influencias de climas mediterráneo y continental, propio de la región histórica y geográfica de Dalmacia y Montenegro, con veranos calurosos y relativamente secos e inviernos suaves y con precipitaciones muy abundantes. La nieve es un fenómeno casi desconocido en la ciudad. Tiene una precipitación media anual de 1544 mm y la temperatura media diaria de 16,4 °C. Tiene alrededor de 135 días con temperaturas superiores a 25 °C por año. Es particularmente conocida por sus veranos muy calientes, ya que temperaturas mayores de 40 °C suelen suceder en julio y agosto. La máxima absoluta registrada en Podgorica fue de 44,8 °C, el 16 de agosto del 2007.
| Parámetros climáticos promedio de Podgorica, Montenegro             | Parámetros climáticos promedio de Podgorica, Montenegro | Parámetros climáticos promedio de Podgorica, Montenegro | Parámetros climáticos promedio de Podgorica, Montenegro | Parámetros climáticos promedio de Podgorica, Montenegro | Parámetros climáticos promedio de Podgorica, Montenegro | Parámetros climáticos promedio de Podgorica, Montenegro | Parámetros climáticos promedio de Podgorica, Montenegro | Parámetros climáticos promedio de Podgorica, Montenegro | Parámetros climáticos promedio de Podgorica, Montenegro | Parámetros climáticos promedio de Podgorica, Montenegro | Parámetros climáticos promedio de Podgorica, Montenegro | Parámetros climáticos promedio de Podgorica, Montenegro | Parámetros climáticos promedio de Podgorica, Montenegro |
| Mes                                                                 | Ene.                                                    | Feb.                                                    | Mar.                                                    | Abr.                                                    | May.                                                    | Jun.                                                    | Jul.                                                    | Ago.                                                    | Sep.                                                    | Oct.                                                    | Nov.                                                    | Dic.                                                    | Anual                                                   |
| ------------------------------------------------------------------- | ------------------------------------------------------- | ------------------------------------------------------- | ------------------------------------------------------- | ------------------------------------------------------- | ------------------------------------------------------- | ------------------------------------------------------- | ------------------------------------------------------- | ------------------------------------------------------- | ------------------------------------------------------- | ------------------------------------------------------- | ------------------------------------------------------- | ------------------------------------------------------- | ------------------------------------------------------- |
| Temp. máx. abs. (°C)                                                | 18                                                      | 22                                                      | 26                                                      | 31                                                      | 33                                                      | 38                                                      | 43                                                      | 46                                                      | 39                                                      | 30                                                      | 23                                                      | 19                                                      | 46                                                      |
| Temp. máx. media (°C)                                               | 9.5                                                     | 11.3                                                    | 14.9                                                    | 19.1                                                    | 24.2                                                    | 28.2                                                    | 31.7                                                    | 31.6                                                    | 27.4                                                    | 22.7                                                    | 15.4                                                    | 8.0                                                     | 20.3                                                    |
| Temp. media (°C)                                                    | 5.5                                                     | 7.3                                                     | 10.4                                                    | 14.1                                                    | 18.9                                                    | 22.8                                                    | 26.0                                                    | 25.9                                                    | 22.0                                                    | 16.7                                                    | 11.1                                                    | 7.0                                                     | 15.6                                                    |
| Temp. mín. media (°C)                                               | 1.4                                                     | 3.2                                                     | 5.8                                                     | 9.1                                                     | 13.5                                                    | 17.3                                                    | 20.3                                                    | 20.2                                                    | 16.5                                                    | 11.6                                                    | 6.8                                                     | 2.9                                                     | 10.7                                                    |
| Temp. mín. abs. (°C)                                                | -11                                                     | -10                                                     | -8                                                      | 0                                                       | 4                                                       | 10                                                      | 12                                                      | 11                                                      | 7                                                       | 0                                                       | -4                                                      | -10                                                     | -11                                                     |
| Precipitación total (mm)                                            | 192                                                     | 167                                                     | 159                                                     | 145                                                     | 88                                                      | 63                                                      | 39                                                      | 66                                                      | 120                                                     | 164                                                     | 238                                                     | 217                                                     | 1658                                                    |
| Días de precipitaciones (≥ 0.1 mm)                                  | 12.2                                                    | 11.9                                                    | 11.6                                                    | 12.5                                                    | 9.8                                                     | 8.9                                                     | 5.7                                                     | 6.0                                                     | 6.8                                                     | 10.1                                                    | 13.8                                                    | 13.1                                                    | 122.4                                                   |
| Horas de sol                                                        | 120.9                                                   | 127.1                                                   | 170.5                                                   | 195.0                                                   | 248.0                                                   | 276.0                                                   | 341.0                                                   | 313.1                                                   | 249.0                                                   | 195.0                                                   | 126.0                                                   | 111.6                                                   | 2473.2                                                  |
| Fuente n.º 1: Hydrological and Meteorological Service of Montenegro |                                                         |                                                         |                                                         |                                                         |                                                         |                                                         |                                                         |                                                         |                                                         |                                                         |                                                         |                                                         |                                                         |
| Fuente n.º 2: BBC Weather:Podgorica                                 |                                                         |                                                         |                                                         |                                                         |                                                         |                                                         |                                                         |                                                         |                                                         |                                                         |                                                         |                                                         |                                                         |

## Economía

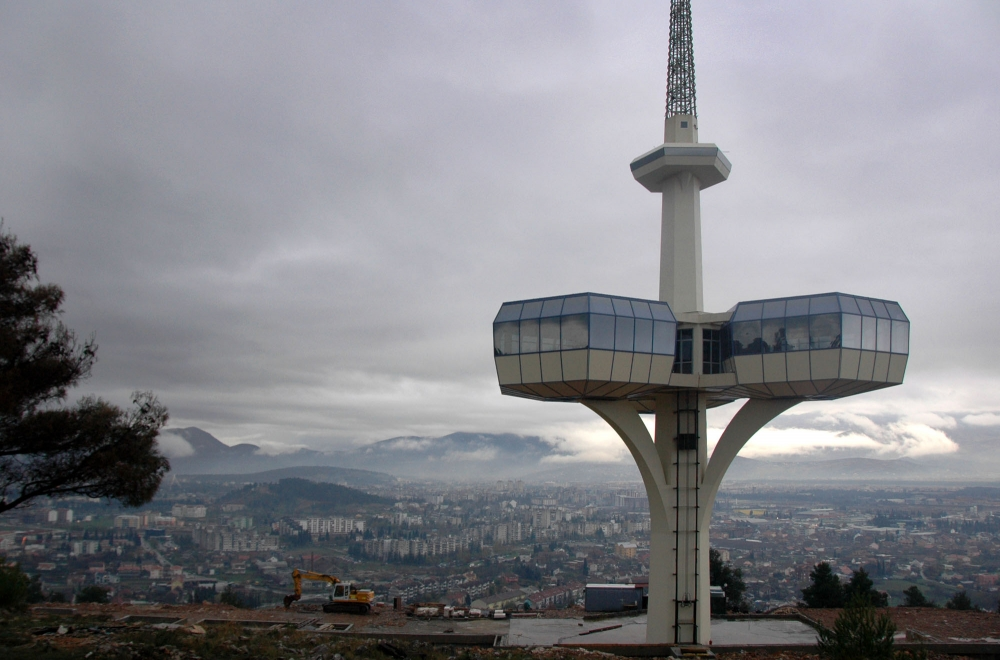
Torre de radio de Podgorica.

Además de ser el centro administrativo de Montenegro, Podgorica también es su motor económico. Antes de las Guerras Mundiales, la mayor parte de la economía de Podgorica se basaba en la manufacturación. Después de la Segunda Guerra Mundial, Podgorica se convirtió en la capital de Montenegro, y con la creación de la República Federal Socialista de Yugoslavia empezó su gran urbanización. Se establecieron industrias de aluminio, textiles, producción de vino y producción de automóviles en o cerca de Podgorica.
Las guerras yugoslavas y la disolución de Yugoslavia dejaron a la ciudad sin mercados para las industrias. Esto dio lugar a una disminución de muchas fábricas y al cierre de otras. Las que sobrevivieron fueron privatizadas y se han recuperado. Las empresas Fundición de Aluminio de Podgorica (Kombinat aluminijuma Podgorica - KAP) propiedad de Rusal y AD Plantaže, empresa encargada de la producción de vino y brandy, además de lograr sobrevivir aún se encuentran entre las más grandes de Montenegro.
En la primera década de este siglo, Podgorica experimentó un rápido crecimiento de su sector de finanzas y servicios, y aún se espera un mayor crecimiento, tras haberse convertido en la capital del nuevo estado soberano de Montenegro.
Hoy en día, las actividades económicas más importantes son las relacionadas con la industria pesada, las telecomunicaciones, la construcción y la banca. El número creciente de los inversores y las empresas extranjeras que están abriendo puntos de venta en Podgorica aumenta de manera significativa cada año.
A nivel local, dispone del Centro Comercial de Montenegro.

## Demografía
Según el último censo realizado en el país en 2011 en la ciudad viven 150 977 personas, cifra que asciende a 185 937 habitantes en el área metropolitana, coincidente con el área total del municipio de Podgorica y que incluye las pequeñas ciudades de Tuzi y Golubovci. Aunque Podgorica es de un tamaño bajo en comparación con las demás capitales europeas, la ciudad es con mucho la más grande del país, de hecho el municipio que supone el 10,4 % del territorio de todo Montenegro, alberga al 29,9 % de su población.
La distribución étnica que arrojó ese mismo censo de 2011 rebeló que un 37,35 % de la población era montenegrina, un 43,26 % estaba formada por serbios, un 5,13 % por albanos, un 2,22 % por musulmanes, un 2,14 % pertenecía al pueblo gitano, un 1,98 % eran bosnios y el 7,92 % restante pertenecía a otras etnias.
| Población en la ciudad    | 14 369 | 19 868 | 35 054 | 61 727 | 96 074  | 117 875 | 136 473 | 150 977 |
| Población en el municipio | 48 599 | 55 669 | 72 319 | 98 796 | 132 290 | 179 401 | 169 132 | 185 937 |

### Barrios
La ciudad se encuentra dividida en 57 barrios y dos entidades de población de mayor importancia que son Golubovci y Tuzi. En cada uno de estos barrios los ciudadanos pueden participar en las principales decisiones que les afectan a ellos mismos y al propio barrio a través de asociaciones vecinales.

## Cultura
Podgorica es la sede de muchas instituciones culturales de Montenegro, así como de los principales eventos que se organizan en el país. Alberga el Teatro Nacional de Montenegro y una serie de museos y galerías muy importantes a nivel nacional.
El Teatro Nacional de Montenegro es el teatro más importante no solo de Podgorica, sino de todos los de Montenegro. Podgorica es también la sede de la Ciudad Teatro (Gradsko pozorište), que incluye el Teatro Infantil y el Teatro de Marionetas.

### Religión
La catedral de la Resurrección de Cristo, en construcción desde 1993, es el mayor lugar de culto de Podgorica, y uno de los mayores símbolos de la ciudad. La ciudad cuenta además con muchas pequeñas iglesias ortodoxas dispersas por toda la ciudad, dos mezquitas y una iglesia católica, Podgorica es además una ciudad multicultural y multiconfesional, y un reflejo de lo que también es Montenegro.

## Política

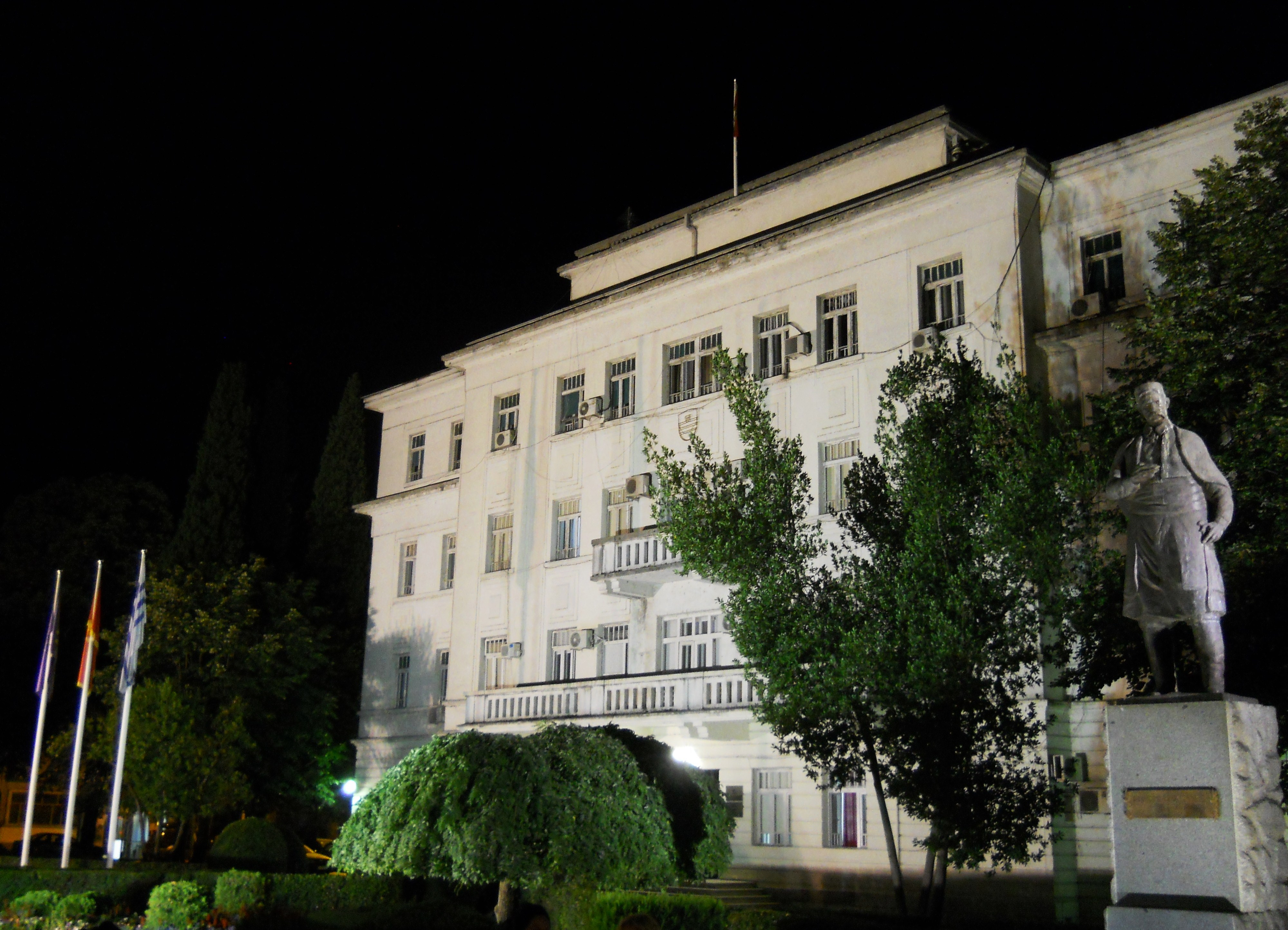
Ayuntamiento de Podgorica.

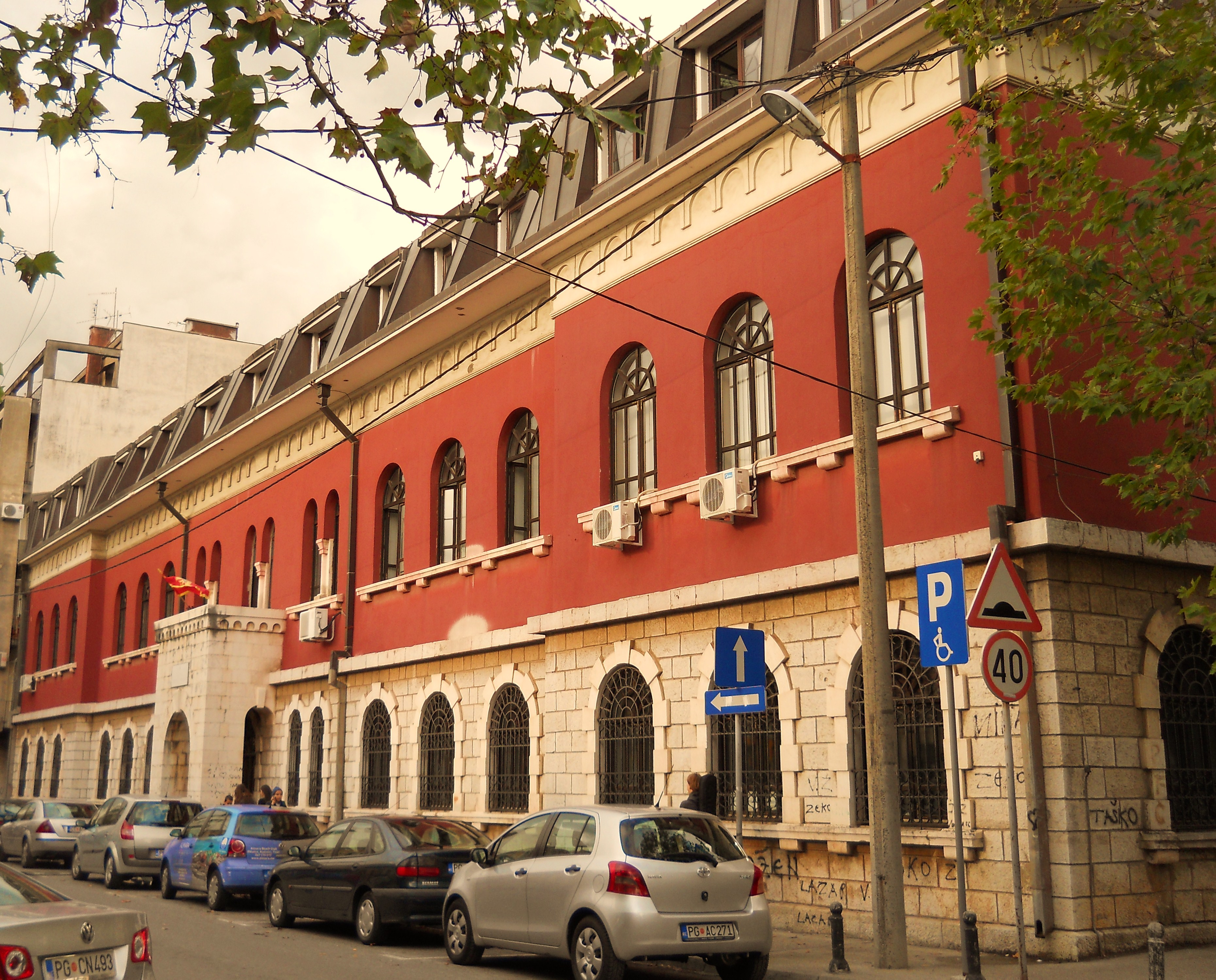
Conservatorio Superior de Montenegro Vasa Pavić.

La administración municipal se compone del alcalde y de una serie de secretarías y órganos administrativos que en conjunto forman el gobierno local de la ciudad. El parlamento de la ciudad cuenta con 55 miembros que son elegidos directamente para un periodo de cuatro años. El alcalde es elegido directamente por los ciudadanos para un periodo de cinco años.
El actual gobierno de la ciudad está formado por la unión del PSDM y el PSM que con 29 consejeros lograron en las pasadas elecciones la mayoría absoluta. El actual alcalde es Miomir Mugoša, que lleva siéndolo desde el año 2000.
En las elecciones locales celebradas el 25 de mayo de 2014, el Partido de los Socialistas Democráticos (PSDM) obtuvo 29 escaños en la asamblea municipal, uno menos de los 30 necesarios para formar una mayoría. El Frente Democrático ganó 17 escaños, el Partido Popular Socialista de Montenegro (SNP) obtuvo 8 escaños, mientras que la coalición formada por Montenegro Positivo y el Partido Socialdemócrata de Montenegro (SDP) ganó 5 escaños. Después de largas negociaciones, el SDP disolvió la coalición con Pozitivna e hizo un arreglo para formar una mayoría con el PSDM, similar a la que tenían en el gobierno nacional. En octubre de 2014, Slavoljub Stijepović, del PSDM, fue nombrado alcalde de Podgorica, en sustitución de Miomir Mugoša, quien ocupaba el cargo desde hacía 14 años.
A partir de octubre de 2018, el cargo de alcalde pasó a ocuparlo Ivan Vuković, vicepresidente del PSDM, en sustitución de Slavoljub Stijepović.
El 13 de abril de 2023 Olivera Injac, de ¡Europa ahora! (PES), prestó juramento como alcaldesa, convirtiéndose así en la primera alcaldesa de la ciudad que no pertenece al PSDM desde 1998.

## Educación
La mayoría de los establecimientos de enseñanza superior de Montenegro se encuentran en Podgorica. Es la sede de la Universidad de Montenegro, que es la más importante del país y que cuenta con facultades de Economía, Leyes, Ingeniería Eléctrica, Ciencias Naturales y Matemáticas, Metalurgia y Tecnología, Ciencias Políticas, Ingeniería Civil, Ingeniería Mecánica y Medicina. La Universidad incluye cuatro institutos de investigación científica: el Instituto de Lenguas Extranjeras, el Instituto de Biotecnología, el Instituto de Historia y el Instituto de Biología Marina.
El municipio de Podgorica tiene 34 escuelas primarias y 10 escuelas secundarias, incluyendo una escuela-gimnasio. La primera escuela secundaria establecida en Podgorica es Slobodan Škerović. La escuela secundaria privada ofrece actualmente nuevas características y la calidad de educación superior a la pública. En Podgorica también se encuentra el Radosav Ljumović que es la biblioteca nacional de Montenegro. En los últimos años, el número de instituciones privadas de educación superior ha aumentado.

## Transportes

### Transporte urbano

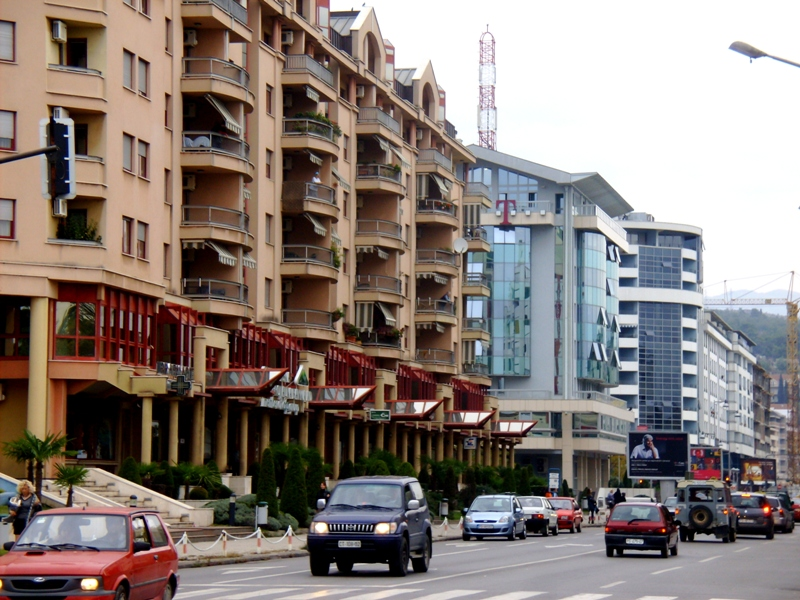
Automóviles en una calle de Pogdorica.

El transporte público en Podgorica consta únicamente de líneas de autobuses. Hasta la década de 1990 AD Gradski Saobraćaj, propiedad del ayuntamiento, era la única empresa de transportes públicos de autobús, Desde hace unos años se introdujeron también los transportistas privados. La empresa propiedad de la ciudad quebró en 2001, por lo que los autobuses actualmente son operados exclusivamente por los transportistas privados.
El transporte público ha luchado para hacer frente a la competencia de los taxis sin licencia, que una vez que quebró la empresa de servicios de autobús se hicieron muy populares debido a lo barato de sus servicios.
El servicio de taxi está bien organizado y más de 20 empresas operan con más de 800 vehículos. Estos cuentan con un alto nivel de servicio, incluidos automóviles nuevos, el mismo modelo de coche para toda la empresa, los uniformes para los conductores y el sistema de GPS.

### Tren

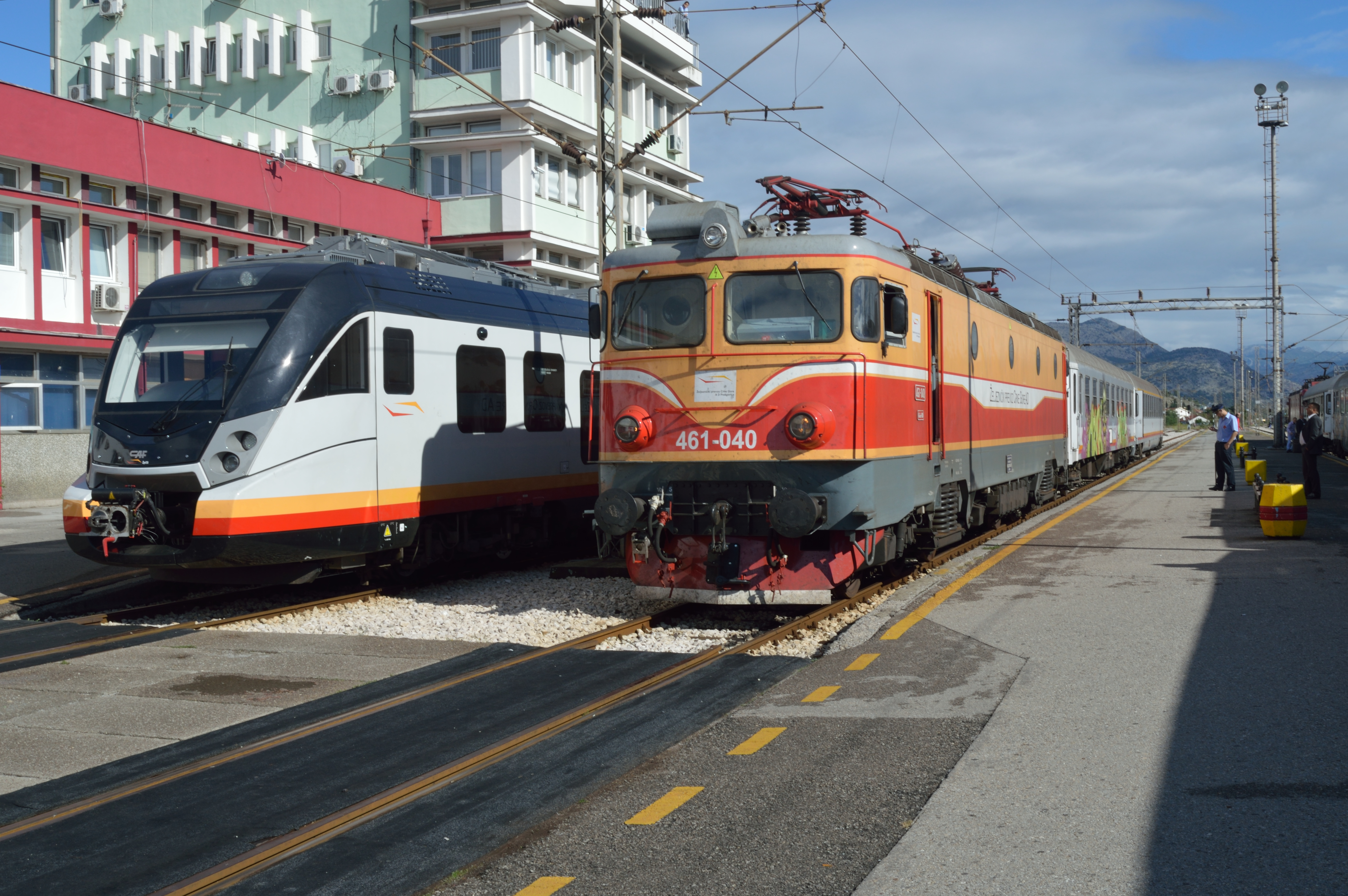
Estación de ferrocarril de Podgorica.

La estación de tren de Podgorica se encuentra cerca del centro de la ciudad. El principal enlace ferroviario de Podgorica (para transporte de viajeros y mercancías) es el de Belgrado-Bar. El enlace a Nikšić fue reformado para electrificarlo y desde octubre de 2012 da servicio a pasajeros. El sistema ferroviario de la ciudad también conecta con Shkodër y Tirana; sin embargo, esta línea sólo se emplea para transporte de mercancías, no de viajeros.

### Carreteras
La ubicación de Podgorica en Montenegro la convierte en el gran centro de transporte ferroviario y por carretera del país.
Las carreteras en Montenegro (especialmente las que discurren al norte de Podgorica y unen Montenegro y Serbia) suelen ser inferiores a las modernas carreteras europeas. Dos grandes proyectos de autopistas de Montenegro pasaran por Podgorica. Estas autopistas se encuentran actualmente en etapa de planificación.
La nueva construcción del túnel de Sozina (4,2 km) acortará el viaje entre Podgorica y Bar (el principal puerto de Montenegro) a menos de 30 minutos.
Las principales rutas de comunicación por carretera de Podgorica son:
- Norte (E-65 y E-80), hacia Belgrado y Europa Central.
- Oeste (E-762), hacia Nikšić, Bosnia y Herzegovina y Europa occidental.
- Sur (E-65 y E-80) hacia el Mar Adriático.
- Este (E-762), hacia Albania.

### Transporte aéreo

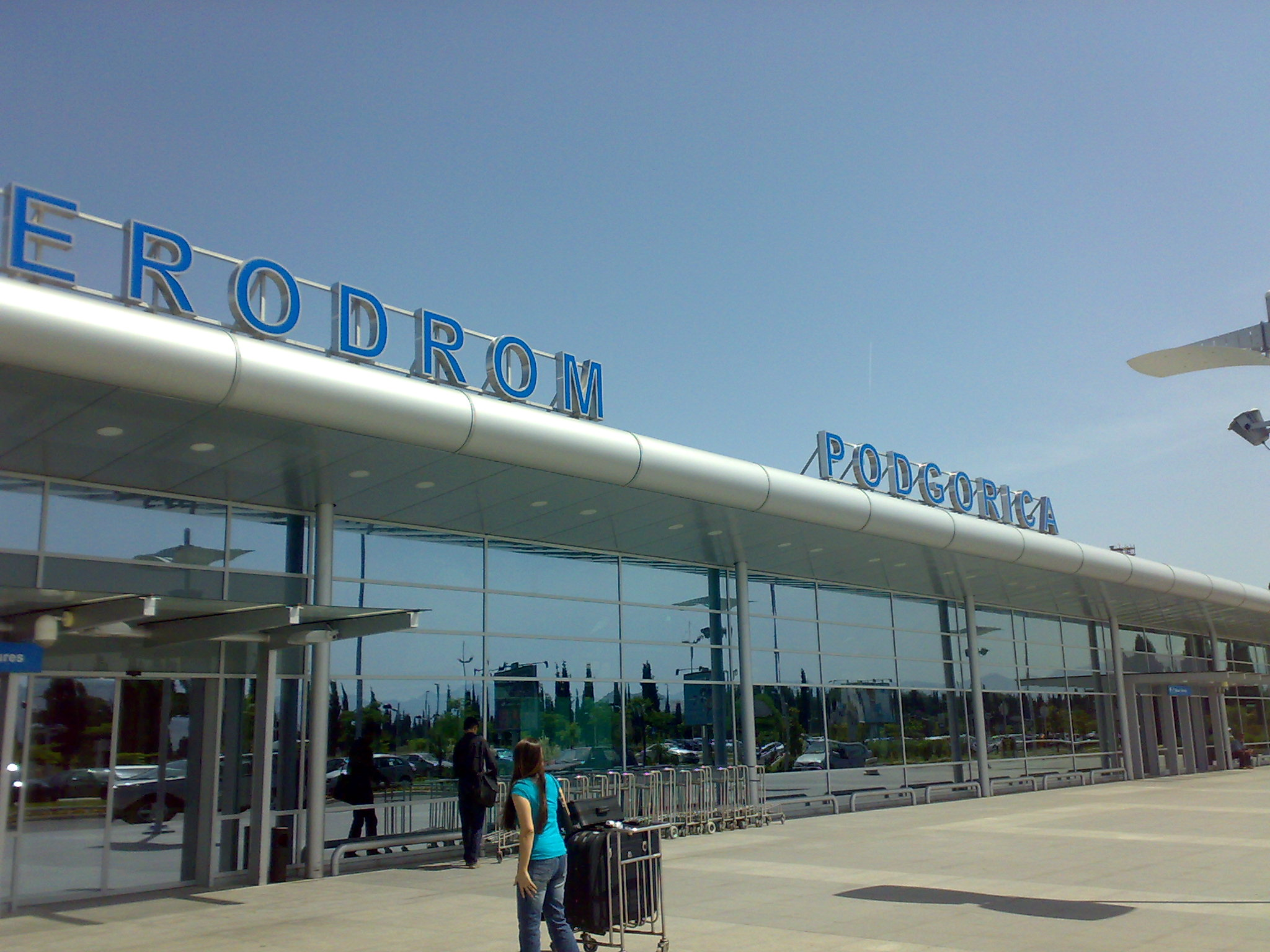
Aeropuerto de Podgorica.

El aeropuerto de Podgorica está situado 10 km al sur del centro de la ciudad, en la llanura de Zeta y es el principal aeropuerto internacional de Montenegro. Una nueva terminal de pasajeros fue inaugurada el día 13 de julio de 2006, este aeropuerto dio servicio a más de 650 000 pasajeros en 2010.
Desde el aeropuero hay vuelos regulares de Podgorica a Belgrado, Budapest, Londres, Fráncfort del Meno, Liubliana, Zagreb, París, Roma, Moscú, Skopie y Viena.

## Deportes
Los deportes más populares en Podgorica al igual que en el resto de Montenegro son el baloncesto y el fútbol aunque ninguno de los equipos de la ciudad han cosechado grandes éxitos internacionales en estos deportes. Dos de los tres principales clubes de Montenegro tienen su sede en Podgorica: el Fudbalski Klub Budućnost y el Zeta de Golubovci que es el club del suburvio de Golubovci que se encuentra 15 km al sur de la ciudad.

### Principales equipos deportivos
Los principales equipos de fútbol de la ciudad son el Zeta de Golubovci, que disputa sus encuentros como local en el estadio Trešnjica, y el F. K. Budućnost, que juega en el estadio Pod Goricom.
En el resto de disciplinas deportivas la ciudad cuenta con equipos punteros en sus competiciones nacionales dentro de Montenegro, entre ellos se pueden destacar al KK Budućnost Podgorica (baloncesto), el RK Budućnost Podgorica (balonmano), el OK Budućnost Podgorica (voleibol) y el ŽRK Budućnost T-Mobile (balonmano femenino).

### Recintos deportivos de la ciudad

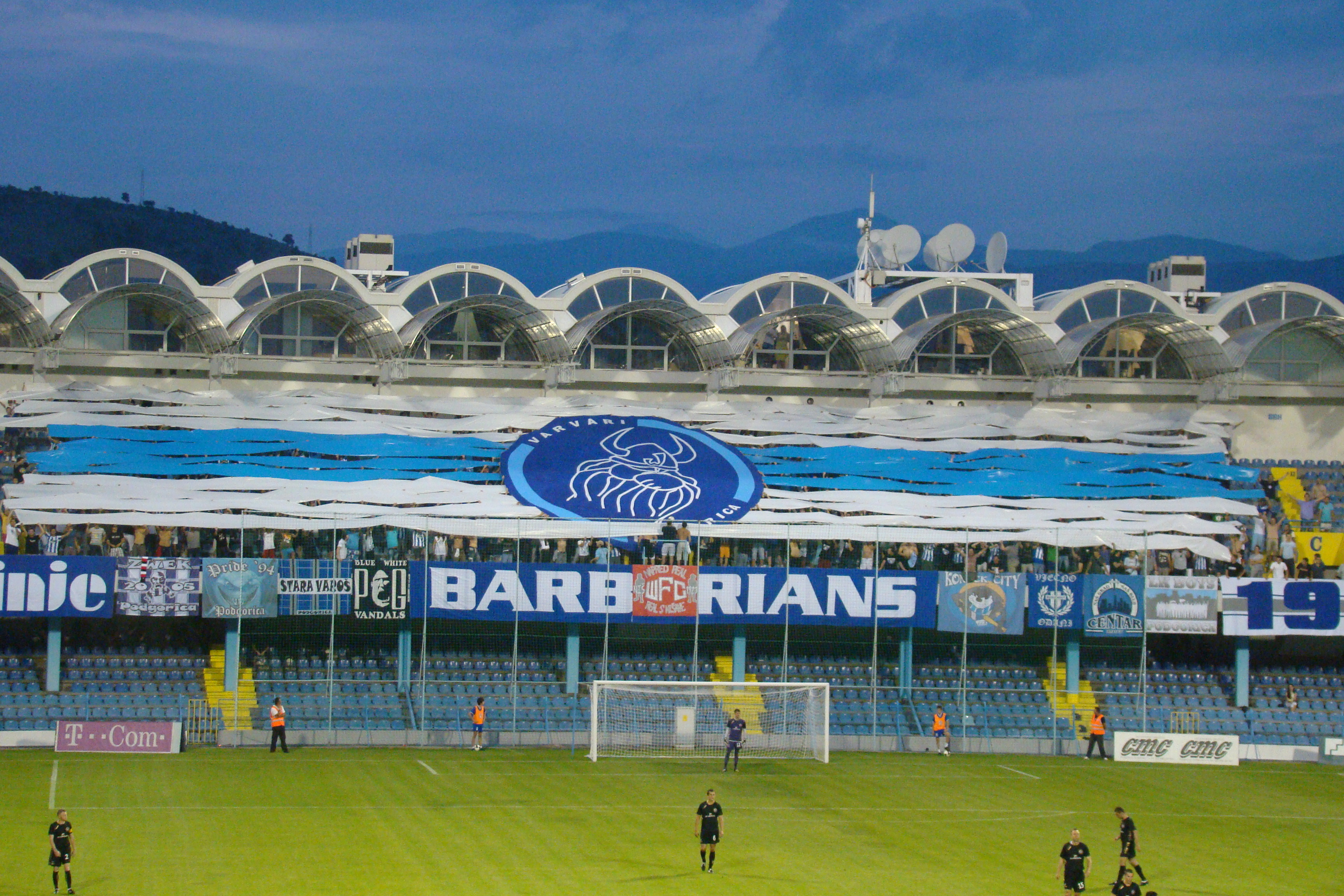
Afición del F. K. Budućnost en el estadio Pod Goricom.

Los principales recintos de la ciudad son:
- Estadio Pod Goricom: Con espacio suficiente para acoger a 17 000 espectadores (24 000 con tribunas supletorias) es el mayor estadio de fútbol de todo Montenegro y es el lugar en el que el Fudbalski Klub Budućnost y la selección de fútbol de Montenegro disputan sus partidos.
- Centro Deportivo Morača: Es un estadio multiusos en el que se jugaron algunos partidos del Eurobasket 2005, cuenta con capacidad para 4200 espectadores.

## Ciudades hermanadas
- Belgrado (Serbia)
- Dublín (Irlanda)
- Los Ángeles (Estados Unidos)
- Moscú (Rusia)
- Skopie (Macedonia del Norte)
- Estocolmo (Suecia)
- Tirana (Albania)
- Ereván (Armenia)
- Zagreb (Croacia)